# 香山革命纪念馆
香山革命纪念馆是位于中国北京市海淀区香山街道的纪念馆，是中国迄今为止唯一一家以“为新中国奠基”为主题的纪念馆。纪念馆与香山革命旧址共同组成香山革命纪念地，其中香山革命旧址位于香山公园内东南部，由双清别墅、来青轩等八座建筑组成，是中国共产党中央委员会在1949年3月至9月的驻处和办公地，而纪念馆的展览核心也是这段历史。

## 历史
香山革命纪念馆始建于2018年4月23日。2019年9月12日，中共中央总书记习近平前往香山革命纪念地，参观香山革命旧址和香山革命纪念馆并观看《为新中国奠基》主题展览。2019年9月13日，纪念馆向社会公众开放。2019年9月28日，俄罗斯驻华大使杰尼索夫一行参观香山革命旧址和纪念馆。俄罗斯驻华大使馆是首个集体参观香山革命纪念地的外国驻华使馆。
纪念馆开放首个星期即接待团体观众550余批次，占到游客总数的90%以上。北京市各区各街道党政机关、红十字会等社会团体、中国美术馆等企事业单位，以及北京大学、北京航空航天大学等高校先后组团来馆开展“不忘初心、牢记使命”主题教育活动，参加者大多数为中共党员，也有共青团员和民主党派、无党派人士。国庆节期间，为确保观众的参观效果，纪念馆不再接待团体预约，累计接待零散游客近2万人次。2019年10月13日，纪念馆开放一个月内已接待超过10万名游客。

## 建筑概况
香山革命纪念馆位于北京西郊的香山脚下，距离香山公园东门约650米，总面积2.4公顷，建筑面积17985平方米。纪念馆主设计师为清华大学建筑学院院长庄惟敏，建筑风格属于新中式风格，拥有南北向和东西向两条轴线。纪念馆建筑高度22.5米，分为两层，一层内设专题展厅、学术报告厅、观众休息区、观众服务区、文创产品区、文物库房、餐厅和办公等区域，二层为主场序厅，环形设计，高8米，面积540平方米，序厅正中为“毛泽东同志在香山”雕塑，背景为面积320平方米的油画“香山之春”，雕塑左侧为“渡江战役”浮雕，右侧为“共商国是”浮雕，雕塑和浮雕均由中国美术馆馆长吴为山创作。纪念馆拥有两个广场，一层东门外的东广场面积约760平方米，二层南门外南广场面积约3600平方米。南广场为礼仪广场，可用于举办重大纪念活动和党员教育活动。
纪念馆融合现代工艺与传统元素，建筑外立面选取金锈石作为干挂石材，屋顶使用仿古汉唐陶瓦，斗拱和檐口等传统元素使用铝合金和不锈钢作为材料，大门则保留了古建筑中常用的黄铜材质。建造过程共使用58000片汉唐陶瓦、104个金属斗拱、16000平方米干挂石材和3600平方米玻璃幕墙。为达到使用年限100年的设计目标，纪念馆建筑结构中使用了钢筋4500吨，混凝土2.6万立方米，浇筑了600多根柱子。
纪念馆在设计建设中蕴含了诸多与新中国成立70周年相关的细节。纪念馆南门28根廊柱，象征中国共产党从建党到新中国成立28年的历程；用于举办重大纪念活动和党员教育活动的南广场上，专门设置了国旗及旗台，高度为19.49米，寓意中华人民共和国诞生于1949年；纪念馆二层东侧设置的“四梁八柱”造型，蕴含着中共中央在香山为新中国搭建“四梁八柱”的寓意。
香山革命纪念馆在设计和施工中坚持了绿色、节俭的理念，注重对香山历史文化环境的传承和保护。纪念馆的设计遵循“消隐”“减量”理念，通过绿化设置弱化建筑体量，让纪念馆从外观上缩减体量；通过设置天井和入口退台等空间，在保证使用功能的前提下，减小建筑规模。为了让纪念馆与香山的自然环境融合，设计过程中还曾经请来“三山五园”的研究专家对方案进行论证，建成以后从香山的半山腰和香炉峰等地俯瞰，基本看不到纪念馆的存在。纪念馆的建筑材料全部采用国产产品，土方也是就地取材，挖出的土方大约70%实现了现场二次利用，既节省材料又避免扬尘。纪念馆的园林绿化设计保留了建筑原址近95%的树木，同时还补种了一些本地树木。为保留一棵槐树，纪念馆在建设中整体往东移了5米。

## 馆内陈设
香山革命纪念馆在开馆之初设置了《为新中国奠基——中共中央在香山》主题展览，展览面积6000平方米，集中展示了香山的革命历史。该展览按历史发展脉络，由“进京‘赶考’”“进驻香山”“继续指挥解放全中国”“新中国筹建”“不忘初心 牢记使命 永远奋斗”五大部分、十五个单元构成，以历史照片、历史文物、档案及视频为主要内容，共展出图片约800张，各类文物1200件。该展览还设置了十个主要驻足点，重点展示北平和平解放、进京“赶考”、西苑阅兵、渡江战役、政治协商会议、开国大典等内容。
在香山革命纪念馆筹备建设过程中，中国人民抗日战争纪念馆承担了香山革命纪念馆的文物征集工作。展览文物几乎全部是新征集而来，主要有毛泽东《七律·人民解放军占领南京》手迹、各版本《论人民民主专政》、开国大典上升起的第一面国旗及天安门城楼上悬挂的红灯笼等。

## 开放情况
香山革命纪念馆免费参观，参观需提前预约。纪念馆每天上午9:00开馆，下午4:00停止检票，每周一闭馆，节假日照常开放（农历除夕至大年初三闭馆）。